# Newton Heath LYR F.C. mùa bóng 1886–87
Mùa giải 1886-87 là mùa giải đầu tiên mà Newton Heath LYR F.C. - bây giờ được gọi là Manchester United F.C. - tham gia vào một giải đấu bóng đá lớn. Câu lạc bộ trước đó đã từng thi đấu tại Lancashire Cup và Manchester và District Challenge Cup, nhưng đây là mùa đầu tiên mà họ thi đấu tại Cúp FA. Tuy nhiên, hành trình tại giải đấu này của câu lạc bộ đã kết thúc nhanh chóng khi đội bị loại ngay vòng đầu tiên do từ chối đá tiếp hiệp phụ sau khi bị Fleetwood Rangers cầm hòa.
Câu lạc bộ còn tham dự Manchester và District Challenge Cup mùa giải thứ ba liên tiếp, nhưng thất bại với tỉ số 2-1 trước West Manchester trong trận chung kết, dù rằng đã đánh bại Hooley Hill, Gorton Association và Gorton Villa với tỷ số lần lượt 7-0, 11-1 và 8-0 ở các vòng đấu đầu và Ten Acres với tỷ số 1-0 trong trận bán kết.

## Cúp FA
Cúp FA mùa giải 1886-87 là một bước đột phá đầu tiên của Newton Heath tại 1 giải đấu lớn. Ở vòng đấu đầu tiên gặp Fleetwood Rangers, 2 đội đã cầm hòa nhau 2-2 sau 2 hiệp đấu; cả hai bàn thắng của câu lạc bộ đều được ghi do công của Jack Doughty. Trọng tài sau đó đã yêu cầu 2 đội đá tiếp hiệp phụ, nhưng đội trưởng Newton Heath là Jack Powell đã từ chối. Fleetwood Rangers khiếu nại về sự việc lên FA và câu lạc bộ này được trao quyền đi tiếp vào vòng sau. Newton Heath sau đấy đã không tham dự Cúp FA nữa cho đến năm 1889.
| Thời gian            | Vòng   | Đối thủ           | H/A            | Kết quả Bt-Bb | Ngưởi ghi bàn  | Lượng khán giả |
| -------------------- | ------ | ----------------- | -------------- | ------------- | -------------- | -------------- |
| 30 tháng 10 năm 1886 | Vòng 1 | Fleetwood Rangers | Fleetwood Park | 2 – 2         | J. Doughty (2) | 2.000          |

## Manchester và District Challenge Cup
Đây là lần tham dự thứ ba liên tiếp của Newton Heath tại giải Manchester và District Challenge Cup và cũng là lần thứ ba họ lọt vào đến trận chung kết. Ba trận mở màn Newton Heath đã loại bỏ tất cả các đối thủ khi đánh bại Hooley Hill với tỷ số 7-0 ở vòng đầu tiên - hai bàn thắng đến từ James Gotheridge - sau đó là chiến thắng 11-1 và chiến thắng 8-0 trước Gorton Association và Gorton Villa.
Trận bán kết là lần đầu tiên câu lạc bộ thi đấu trên sân khách tại giải và cũng là một trận đấu đầy khó khăn so với các vòng đấu trước. Câu lạc bộ cuối cùng đã giành chiến thắng 1-0 trước Ten Acres và người ghi bàn duy nhất là Roger Doughty. Tương tự như mùa bóng trước, trận chung kết đã được diễn ra ở Whalley Range, trung tâm Manchester. Tuy nhiên, Newton Heath đã không thể nhận danh hiệu thứ hai sau ba năm tham dự khi họ để thua 1-2 trước West Manchester.
| Thời gian           | Vòng đấu  | Đối thủ            | H/A           | Kết quả Bt-Bb | Người ghi bàn                                                                                        | Lượng khán giả |
| ------------------- | --------- | ------------------ | ------------- | ------------- | --- | -------------- |
| 12 tháng 2 năm 1887 | Vòng 1    | Hooley Hill        | H             | 7 – 0         | E. Davies, Whatmough, Burke, Gotheridge (2), không rõ (2)                                            |                |
| 19 tháng 2 năm 1887 | Vòng 2    | Gorton Association | H             | 11 – 1        | E. Davies (2), Whatmough, Burke, Wright, J. Davies (2), Gotheridge, J. Doughty, Bates, phản lưới nhà |                |
| 19 tháng 3 năm 1887 | Vòng 3    | Gorton Villa       | H             | 8 – 0         | J. Doughty (3), Wright, Bates, Gotheridge, H. Davies                                                 | 6.000          |
| 2 tháng 4 năm 1887  | Bán kết   | Ten Acres          | Hurst         | 1 – 0         | R. Doughty                                                                                           | 7.000          |
| 23 tháng 4 năm 1887 | Chung kết | West Manchester    | Whalley Range | 1 – 2         | Gotheridge                                                                                           | 4.000          |